# تقسیم‌بندی (امنیت اطلاعات)
در امنیت اطلاعات (عمومی یا خصوصی)، تقسیم‌بندی به معنی محدود کردن دسترسی افراد یا دیگر نهادها به اطلاعات، بر پایه نیاز به دانستن، برای انجام کارهای مشخص است.

## کارکرد
پایه تقسیم‌بندی بر این ایده است که هرچه شمار کسانی که از جزئیات یک مأموریت یا کار می‌دانند کمتر باشد خطر یا احتمال به خطر افتادن یا به دست دشمن افتادن این اطلاعات، کاهش می‌یابد. برای همین، سطوح دسترسی امنیتی گوناگونی در یک سازمان وجود دارند. بااینحال ممکن است حتی اگر کسی بالاترین تاییدیه امنیتی را داشته باشد اما برخی اطلاعات تقسیم‌بندی‌شده که با نام رمز شناخته می‌شوند و به گونه ویژه‌ای از اطلاعات مخفی اشاره می‌کنند برای برخی کارمندان با تاییدیه امنیتی جامع‌تر اما پایین‌تر، قابل دسترسی نباشند. اطلاعاتی که با این روش، نشانه‌گذاری می‌شوند اطلاعات طبقه‌بندی‌شده با نام رمز نامیده می‌شوند. نمونه پرآوازه آن، «راز اولترا» بود که اسناد آن با نام «اسناد فوق سری اولترا» نشانه‌گذاری می‌شدند. «فوق سری» نشان‌دهنده سطح امنیت و «اولترا» نام کلیدواژه‌ای بود که خوانندگان آن اسناد را تنها به دارندگان تاییدیه امنیتی فراتر، محدود می‌کرد.

## تاریخچه
خاستگاه تقسیم‌بندی، به استفاده از اطلاعات طبقه‌بندی‌شده در برنامه‌های نظامی و اطلاعاتی بازمی‌گردد. پیشینه آن به اروپای دوران قدیم بازمی‌گردد که با موفقیت برای حفظ راز آتش یونانی، مورد استفاده قرار گرفت.
امروزه از تقسیم‌بندی در مهندسی امنیت اقتصادی به عنوان روشی برای حفاظت از اطلاعات، مانند پیشینه پزشکی مردم استفاده می‌شود.

## نمونه
نمونه تقسیم‌بندی اطلاعات، پروژه منهتن بود. کارکنان اوک ریج، تنسی، یک مرکزگریز گازی برای جداسازی اورانیم-۲۳۵ از اورانیم طبیعی ساخته و به بهره‌برداری رساندند. اما بسیاری از آنها دقیقاً دربارهٔ کاری که می‌کردند خبر نداشتند. آنهایی که می‌دانستند هم، نمی‌دانستند برای چه، این کار را می‌کنند. بخش‌هایی از جنگ‌افزار هسته‌ای، به‌دست تیم‌های جداگانه‌ای طراحی شد که نمی‌دانستند این بخش‌ها چگونه با یکدیگر تعامل می‌کنند.